# Момасе
Момасе (англ. Momase Region) — один з чотирьох регіонів Папуа Нової Гвінеї, розташований в північно-західній частині країни.

## Провінції регіону
Регіон Момасе включає в себе 4 провінції:
- Східний Сепік
- Маданг
- Моробе
- Сандаун